# 朝鮮民主主義人民共和国の島の一覧
朝鮮民主主義人民共和国の島の一覧（ちょうせんみんしゅしゅぎじんみんきょうわこくのしまのいちらん）は、朝鮮民主主義人民共和国にある島の一覧である。

## 南浦特別市
- 椒島（초도）
- 避島（피도）
- 上吹螺島（상취라도）
- 下吹螺島（하취라도）
- 徳島（덕도）
- 禾島（화도）

## 羅先特別市
- 卵島（란도, 알섬）
- 大草島（대초도）
- 小草島（소초도）

## 江原道
- 黄土島（황토도）
- 薪島（신도）
- 大島（대도）
- 麗島（려도）
- 熊島（웅도）
- 国島（국도）

## 平安北道
- 盤城列島（반성렬도）
  - 身弥島（신미도）
  - 椵島（가도）
  - 炭島（탄도）
  - 洪建島（홍건도）
  - 大和島（대화도）
  - 小和島（소화도）
  - 灰島（회도）
  - 牛里島（우리도）
  - 大加次島（대가차도）
  - 小加次島（소가차도）
  - 大豆島（대두도）
  - 大鼎足島（대정족도）
  - 無根場島（무군장도）
  - 参瑳島（참차도）
  - 蝋島（랍도）
  - 小蝋島（소랍도）
- 大甘島（대감도）
- 小甘島（소감도）
- 外獐島（외장도）
- 内獐島（내장도）
- 艾島（애도）
- 雲霧島（운무도）
- 威化島（위화도）
- 緋緞島（비단섬）

## 咸鏡南道
- 全椒島（전초도）
- 大猪島（대저도）
- 小猪島（소저도）
- 馬養島（마양도）
- 花島（화도）

## 咸鏡北道
- 洋島（양도）
- 江厚耳島（강후이도）

## 黄海南道
- 咸朴島（함박도）
- 麒麟島（기린도）
- 大睡鴨島（대수압도）
- 麻哈島（마합도）
- 茂島（무도）
- 席島（석도）
- 小睡鴨島（소수압도）
- 巡威島（순위도）
- 漁化島（어화도）
- 龍媒島（룡매도）
- 龍湖島（용호도）
- 月乃島（월내도）
- 昌麟島（창린도）
- 増山島（증산도）
- 盤伊島（반이도）
- 陸島（륙도）